# انجمن بین‌المللی لرزه‌شناسی و فیزیک درونی زمین
انجمن بین‌المللی لرزه‌شناسی و فیزیک درونی زمین (انگلیسی: International Association of Seismology and Physics of the Earth's Interior) که به اختصار IASPEI نیز نامیده می‌شود، یک سازمان بین‌المللی است که مطالعه زمین‌لرزه‌ها و سایر منابع لرزه‌ای، انتشار امواج لرزه‌ای، ساختار داخلی، خواص و فرایندهای زمین را ترویج می‌کند.
انجمن بین‌المللی لرزه‌شناسی و فیزیک درونی زمین یکی از هشت انجمن اتحادیه بین‌المللی ژئودزی و ژئوفیزیک (IUGG) است و آغاز و هماهنگی تحقیقات بین‌المللی و بحث‌های علمی در زمینه لرزه‌شناسی علمی و کاربردی را انجام می‌دهد.
فعالیت‌های IASPEI بر تأثیرات اجتماعی زمین‌لرزه و سونامی متمرکز است و چهار کمیسیون منطقه‌ای آن استانداردهای بالای آموزش زلزله‌شناسی، توسعه و همکاری علمی بین‌المللی را ترویج می‌کنند.